# Sopot Festival 1988
Sopot Festival 1988 – 25. edycja festiwalu muzycznego odbywającego się w sopockiej Operze Leśnej. Festiwal odbył się 17–18 sierpnia 1988, prowadzili go Krystyna Loska, Grażyna Torbicka, Lucjan Kydryński i Marcin Kydryński. Wygrał Kenny James z utworem The Magic in You. Gośćmi specjalnymi były Sabrina i Kim Wilde.

## Finał (dzień międzynarodowy)
|    | Kraj            | Język           | Wykonawca               | Tytuł                   | Miejsce | Punkty |
| -- | --------------- | --------------- | ----------------------- | ----------------------- | ------- | ------ |
| 01 | USA             | angielski       | Kenny James             | The Magic in You        | 1       | 44     |
| 02 | Australia       | angielski       | Penny Pavlakis          |                         | 7       | 15     |
| 03 | NRD             | niemiecki       | Ines Paulke             | Die Farbe meiner Tränen | 3       | 30     |
| 04 | Liban           | angielski       | Carole Sakr             |                         | 9       | 10     |
| 05 | Kuba            | język angielski | Maggie Carles           | Morning Tears           | 2       | 36     |
| 06 | Polska          | polski          | Obywatel G.C.           | Tak, tak, to ja         | 5       | 20     |
| 07 | Wielka Brytania | angielski       | Zoe                     |                         | 8       | 14     |
| 08 | Nowa Zelandia   | angielski       | Allan Stewart           |                         | 9       | 10     |
| 09 | Kuba            | hiszpański      | Robert Eguso            |                         | 10      | 8      |
| 10 | Francja         | francuski       | Les Porte Mentaux       | Elsa Fräulein           | 6       | 16     |
| 11 | Chiny           | chiński         | Zhang Qiang             |                         | 11      | 6      |
| 12 | ZSRR            | rosyjski        | Walentyna Lechkostupowa |                         | 4       | 23     |

## Jury
- Polska: Czesław Niemen, Władysław Jakubowski, Urszula Sipińska, Michał Finberg
- Szwajcaria: Xawier Roy
- ZSRR: Tamara Miansarowa
- Czechosłowacja: Helena Vondráčková

|                                                            |                      | Głosy w finale |    |                |    |    |
| Punkty                                                     | Polska               | Szwajcaria     |    | Czechosłowacja |    |    |
| Uczestnicy                                                 | Stany Zjednoczone    | 44             | 10 | 12             | 10 | 12 |
| Uczestnicy                                                 | Australia            | 15             | –  | 7              | 1  | 7  |
| Uczestnicy                                                 | NRD                  | 30             | 7  | 8              | 7  | 8  |
| Uczestnicy                                                 | Liban                | 10             | –  | 3              | 6  | 1  |
| Uczestnicy                                                 | Kuba (Maggie Carles) | 36             | 8  | 10             | 8  | 10 |
| Uczestnicy                                                 | Polska               | 20             | 12 | –              | 5  | 3  |
| Uczestnicy                                                 | Wielka Brytania      | 14             | 3  | 5              | –  | 6  |
| Uczestnicy                                                 | Nowa Zelandia        | 10             | 4  | 4              | 2  | –  |
| Uczestnicy                                                 | Kuba (Robert Eguso)  | 8              | 2  | –              | 4  | 2  |
| Uczestnicy                                                 | Francja              | 16             | 5  | 6              | –  | 5  |
| Uczestnicy                                                 | Chiny                | 6              | 1  | 2              | 3  | –  |
| Uczestnicy                                                 | ZSRR                 | 23             | 6  | 1              | 12 | 4  |
| Kraje w tabeli są uporządkowane w kolejności występowania. |                      |                |    |                |    |    |